# Den kære Afdøde
Den kære Afdøde er en dansk stum komediefilm fra 1912 produceret af Nordisk Films Kompagni og instrueret af  Eduard Schnedler-Sørensen efter manuskript af Frederik Jacobsen.
Filmen havde dansk premiere den 11. oktober 1912 i Biograf-Theatret i København og blev i tysktalende lande distribueret som Der liebe versterbene og i engelsktalende lande som How to make a Reputation.

## Handling
En fattig kunstmaler beslutter sig for at forsvinde i håbet om, at hans malerier efter hans "død" vil blive anset som mesterværker. Han efterlader et afskedsbrev og forlader kone og barn og ernærer sig herefter som tatovør på en sømandsknejpe. Tricket virker, og malerierne rives væk for høje priser. Efter at have læst om successen i avisen vender kunstneren tilbage til hjemmet, hvor han modtages med åbne arme.

## Medvirkende
- Robert Dinesen - Kunstmaler Otto Bang
- Lauritz Olsen - Otto Bangs ven
- Karen Lund - Otto Bangs kone
- Frederik Jacobsen - Kunstmæcen
- Frederik Christensen - Kunsthandleren
- Axel Boesen - En journalist
- Lily Frederiksen - Barnet
- Alma Hinding
- Otto Lagoni
- Agnes Andersen
- Christian Schrøder